# Odontobracon cellulus
Odontobracon cellulus är en stekelart som beskrevs av Marsh 1970. Odontobracon cellulus ingår i släktet Odontobracon och familjen bracksteklar. Inga underarter finns listade i Catalogue of Life.